# Síndrome de obesidade-hipoventilação
A síndrome de obesidade-hipoventilação (SOH) é uma condição na qual pessoas com obesidade grave não conseguem respirar com rapidez ou profundidade suficientes, resultando em baixos níveis de oxigênio e altos níveis de dióxido de carbono (CO2) no sangue. A síndrome geralmente está associada à apneia obstrutiva do sono [en] (AOS), que causa períodos de ausência ou redução da respiração durante o sono, resultando em muitos despertares parciais durante a noite e sonolência durante o dia. A doença sobrecarrega o coração, o que pode levar à insuficiência cardíaca e ao inchaço das pernas.
A síndrome de obesidade-hipoventilação é definida como a combinação de obesidade e um aumento do nível de dióxido de carbono no sangue (hipercapnia) durante o dia que não pode ser atribuído a outra causa de respiração excessivamente lenta ou superficial (hipoventilação).
O tratamento mais eficaz é a perda de peso, mas isso pode exigir a realização de cirurgia bariátrica. Geralmente, é necessária uma perda de peso de 25 a 30% para resolver o distúrbio. O outro tratamento de primeira linha é a pressão positiva não invasiva nas vias aéreas, geralmente na forma de pressão positiva contínua nas vias aéreas à noite. A doença foi conhecida inicialmente na década de 1950 como "síndrome de Pickwickian", em referência a um personagem criado por Charles Dickens.

## Sinais e sintomas
A maioria das pessoas com síndrome de obesidade-hipoventilação tem apneia do sono concomitante, uma condição caracterizada por ronco, breves episódios de apneia (interrupção da respiração) durante a noite, sono interrompido e sonolência diurna excessiva. Na SOH, a sonolência pode ser agravada por níveis elevados de dióxido de carbono no sangue. Outros sintomas presentes em ambas as condições são depressão e hipertensão arterial (pressão alta), que é difícil de controlar com medicamentos anti-hipertensivos. O dióxido de carbono elevado também pode causar dores de cabeça, que tendem a piorar pela manhã.
O baixo nível de oxigênio leva à constrição fisiológica das artérias pulmonares para corrigir a incompatibilidade entre ventilação e perfusão, o que sobrecarrega o lado direito do coração. Quando isso leva à insuficiência cardíaca do lado direito, é conhecido como cor pulmonale. Os sintomas desse distúrbio ocorrem porque o coração tem dificuldade de bombear o sangue do corpo para os pulmões. Portanto, pode haver acúmulo de líquido na pele das pernas, na forma de edema (inchaço), e na cavidade abdominal, na forma de ascite; pode ocorrer diminuição da tolerância ao exercício e dor torácica ao esforço. No exame médico, os achados característicos são a presença de pressão venosa jugular [en] elevada, elevação paraesternal palpável, sopro cardíaco devido à insuficiência tricúspide, hepatomegalia (fígado aumentado), ascite e edema nas pernas. O cor pulmonale ocorre em cerca de um terço de todas as pessoas com SOH.

## Mecanismo
Não se sabe ao certo por que algumas pessoas obesas desenvolvem a síndrome de obesidade-hipoventilação e outras não. É provável que ela seja o resultado de uma interação de vários processos. Em primeiro lugar, o trabalho de respiração aumenta à medida que o tecido adiposo restringe o movimento normal dos músculos do tórax e torna a parede torácica menos complacente, o diafragma se move com menos eficácia, os músculos respiratórios se cansam com mais facilidade e o fluxo de ar para dentro e para fora do pulmão é prejudicado pelo excesso de tecido na área da cabeça e do pescoço. Portanto, as pessoas com obesidade precisam gastar mais energia para respirar com eficiência. Esses fatores juntos levam a distúrbios respiratórios do sono e à remoção inadequada de dióxido de carbono da circulação e, portanto, à hipercapnia; como o dióxido de carbono em uma solução aquosa se combina com a água para formar um ácido (CO2[g] + H2O[l] + excesso de H2O[l] --> H2CO3[aq]), isso causa acidose (aumento da acidez do sangue). Em circunstâncias normais, os quimiorreceptores centrais [en] no tronco cerebral detectam a acidez e respondem aumentando a frequência respiratória; na SOH, essa "resposta ventilatória" é atenuada.
A resposta ventilatória atenuada é atribuída a vários fatores. Pessoas obesas tendem a ter níveis elevados do hormônio leptina, que é secretado pelo tecido adiposo e, em circunstâncias normais, aumenta a ventilação. Na SOH, esse efeito é reduzido. Além disso, os episódios de acidose noturna (por exemplo, devido à apneia do sono) levam à compensação renal [en] com a retenção do bicarbonato álcali. Isso normaliza a acidez do sangue. No entanto, o bicarbonato permanece na corrente sanguínea por mais tempo, e outros episódios de hipercapnia levam a uma acidose relativamente leve e a uma resposta ventilatória reduzida em um círculo vicioso.
Os baixos níveis de oxigênio levam à vasoconstrição pulmonar hipóxica [en], o estreitamento de pequenos vasos sanguíneos no pulmão para criar uma distribuição ideal de sangue através do pulmão. Níveis persistentemente baixos de oxigênio que causam vasoconstrição crônica levam ao aumento da pressão na artéria pulmonar (hipertensão pulmonar), o que, por sua vez, sobrecarrega o ventrículo direito, a parte do coração que bombeia o sangue para os pulmões. O ventrículo direito sofre remodelamento, torna-se distendido e tem menos capacidade de remover o sangue das veias. Quando esse é o caso, a pressão hidrostática elevada leva ao acúmulo de fluido na pele (edema) e, em casos mais graves, no fígado e na cavidade abdominal.
Os níveis cronicamente baixos de oxigênio no sangue também levam ao aumento da liberação de eritropoietina e à ativação da eritropoese, a produção de hemácias. Isso resulta em poliglobulia, um número anormalmente elevado de hemácias circulantes e um hematócrito elevado.

## Diagnóstico
Os critérios formais para o diagnóstico da SOH são:
- Índice de massa corporal acima de 30 kg/m² (uma medida de obesidade, obtida pela divisão do peso em quilogramas pela altura em metros ao quadrado).
- Nível de dióxido de carbono arterial acima de 45 mmHg ou 6,0 kPa, conforme determinado pela medição de gás no sangue arterial.
- Nenhuma explicação alternativa para a hipoventilação, como uso de narcóticos, doença pulmonar obstrutiva ou intersticial grave, distúrbios graves da parede torácica, como cifoescoliose [en], hipotireoidismo grave (tireoide hipoativa), doença neuromuscular ou síndrome da hipoventilação central congênita.

Se houver suspeita de SOH, são necessários vários testes para sua confirmação. O exame inicial mais importante é a demonstração de dióxido de carbono elevado no sangue. Isso requer uma determinação de gás no sangue arterial, que envolve a coleta de uma amostra de sangue de uma artéria, geralmente a artéria radial. Como seria complicado realizar esse exame em todos os pacientes com problemas respiratórios relacionados ao sono, alguns sugerem que a medição dos níveis de bicarbonato no sangue normal (venoso) seria um exame de triagem razoável. Se esse nível estiver elevado (27 mmol/L ou mais), os gases sanguíneos devem ser medidos.
Para distinguir os vários subtipos, é necessário fazer uma polissonografia. Isso geralmente requer uma breve internação em um hospital com um departamento especializado em medicina do sono, onde várias medições diferentes são realizadas enquanto o indivíduo está dormindo; isso inclui eletroencefalografia (registro eletrônico da atividade elétrica no cérebro), eletrocardiografia (o mesmo para a atividade elétrica no coração), oximetria de pulso (medição dos níveis de oxigênio) e, muitas vezes, outras modalidades. Exames de sangue também são recomendados para a identificação de hipotireoidismo e poliglobulia.
Para distinguir entre a SOH e várias outras doenças pulmonares que podem causar sintomas semelhantes, podem ser realizadas imagens médicas dos pulmões (como radiografia de tórax ou tomografia computadorizada), espirometria, eletrocardiografia e ecocardiografia. O ecocardiograma e o eletrocardiograma também podem mostrar tensão no lado direito do coração causada pela SOH, e a espirometria pode mostrar um padrão de doença pulmonar restritiva relacionado à obesidade.

### Classificação
A síndrome de obesidade-hipoventilação é uma forma de distúrbio respiratório do sono. Dois subtipos são reconhecidos, dependendo da natureza do distúrbio respiratório detectado em investigações adicionais. O primeiro é a SOH no contexto da apneia obstrutiva do sono; isso é confirmado pela ocorrência de 5 ou mais episódios de apneia, hipopneia ou despertares relacionados à respiração por hora (alto índice de apneia-hipopneia [en]) durante o sono. A segunda é a SOH principalmente devido à "síndrome da hipoventilação do sono"; isso requer um aumento dos níveis de CO2 em 10 mmHg após o sono em comparação com as medições em vigília e quedas noturnas nos níveis de oxigênio sem apneia ou hipopneia simultâneas. No geral, 90% de todas as pessoas com SOH se enquadram na primeira categoria e 10% na segunda.

## Tratamento
Em pessoas com SOH estável, o tratamento mais importante é a perda de peso - por meio de dieta, exercícios físicos, medicamentos ou, às vezes, cirurgia para perda de peso (cirurgia bariátrica). Foi demonstrado que isso melhora os sintomas da SOH e a resolução dos altos níveis de dióxido de carbono. A perda de peso pode levar muito tempo e nem sempre é bem-sucedida. Se os sintomas forem significativos, tenta-se o tratamento noturno com pressão positiva nas vias aéreas, que envolve o uso de uma máquina para auxiliar na respiração. A pressão positiva nas vias aéreas existe em várias formas, e a estratégia ideal é incerta. Alguns medicamentos foram testados para estimular a respiração ou corrigir anormalidades subjacentes; seus benefícios também são incertos.
Embora muitas pessoas com síndrome de obesidade-hipoventilação sejam tratadas em regime ambulatorial, algumas pioram repentinamente e, quando admitidas no hospital, podem apresentar anormalidades graves, como acidez sanguínea acentuadamente alterada (pH<7,25) ou nível de consciência alterado devido a níveis muito altos de dióxido de carbono. Em algumas ocasiões, é necessária a internação em uma unidade de terapia intensiva com intubação e ventilação mecânica. Caso contrário, a pressão positiva de "dois níveis" nas vias aéreas é comumente usada para estabilizar o paciente, seguida pelo tratamento convencional.

### Pressão positiva nas vias aéreas
A pressão positiva nas vias aéreas, inicialmente na forma de pressão positiva contínua nas vias aéreas, é um tratamento útil para a síndrome de obesidade-hipoventilação, principalmente quando há apneia obstrutiva do sono. A pressão positiva contínua nas vias aéreas requer o uso, durante o sono, de uma máquina que fornece uma pressão positiva contínua às vias aéreas e evita o colapso dos tecidos moles da garganta durante a respiração; ela é administrada por meio de uma máscara na boca e no nariz juntos ou, se isso não for possível, somente no nariz (pressão positiva contínua nas vias aéreas nasais). Isso alivia as características da apneia obstrutiva do sono e geralmente é suficiente para remover o acúmulo resultante de dióxido de carbono. A pressão é aumentada até que os sintomas obstrutivos (ronco e períodos de apneia) desapareçam. A pressão positiva contínua nas vias aéreas sozinha é eficaz em mais de 50% das pessoas com SOH.
Em algumas ocasiões, os níveis de oxigênio são persistentemente muito baixos (saturação de oxigênio abaixo de 90%). Nesse caso, a hipoventilação em si pode ser melhorada trocando-se o tratamento com pressão positiva contínua nas vias aéreas por um dispositivo alternativo que forneça pressão positiva de "dois níveis": pressão mais alta durante a inspiração e uma pressão mais baixa durante a expiração. Se isso também for ineficaz para aumentar os níveis de oxigênio, pode ser necessária a adição de oxigenoterapia. Como último recurso, pode ser necessária uma traqueostomia, que consiste em fazer uma abertura cirúrgica na traqueia para contornar a obstrução das vias aéreas no pescoço relacionada à obesidade. Isso pode ser combinado com ventilação mecânica com um dispositivo de respiração assistida através da abertura.

### Outros tratamentos
As pessoas que não conseguem obter os tratamentos de primeira linha ou que têm uma doença muito grave e com risco de vida podem, às vezes, ser tratadas com traqueotomia, que é um procedimento reversível. Os tratamentos sem benefícios comprovados e sem preocupação com danos incluem apenas oxigênio ou medicamentos estimulantes respiratórios. O acetato de medroxiprogesterona, medicamentos à base de progestógeno, e a acetazolamida estão associados a um risco maior de trombose e não são recomendados.

## Prognóstico
A síndrome de obesidade-hipoventilação está associada a uma qualidade de vida reduzida, e as pessoas com essa condição incorrem em custos de saúde mais altos, em grande parte devido a internações hospitalares, incluindo observação e tratamento em unidades de terapia intensiva. A SOH geralmente ocorre junto com várias outras condições médicas incapacitantes, como asma (em 18-24%) e diabetes tipo 2 (em 30-32%). Sua principal complicação, a insuficiência cardíaca, afeta 21% a 32% dos pacientes.
Aqueles com anormalidades suficientemente graves para justificar o tratamento têm um risco aumentado de morte relatado como sendo de 23% em 18 meses e 46% em 50 meses. Esse risco é reduzido para menos de 10% naqueles que estão recebendo tratamento com pressão positiva nas vias aéreas. O tratamento também reduz a necessidade de internações hospitalares e reduz os custos de saúde.

## Epidemiologia
A prevalência exata da síndrome de obesidade-hipoventilação é desconhecida, e acredita-se que muitas pessoas com sintomas de SOH não tenham sido diagnosticadas. Cerca de um terço de todas as pessoas com obesidade mórbida (índice de massa corporal superior a 40 kg/m²) tem níveis elevados de dióxido de carbono no sangue.
Ao examinar grupos de pessoas com apneia obstrutiva do sono, os pesquisadores descobriram que de 10% a 20% delas também atendem aos critérios da SOH. O risco de SOH é muito maior em pessoas com obesidade mais grave, ou seja, um índice de massa corporal (IMC) de 40 kg/m² ou mais. É duas vezes mais comum em homens do que em mulheres. A idade média do diagnóstico é 52 anos. Os negros americanos têm maior probabilidade de serem obesos do que os brancos americanos e, portanto, têm maior probabilidade de desenvolver SOH, mas os asiáticos obesos têm maior probabilidade do que as pessoas de outras etnias de ter SOH em um IMC mais baixo como resultado de características físicas.
Prevê-se que as taxas de SOH aumentarão à medida que a prevalência da obesidade aumentar. Isso também pode explicar por que a SOH é mais comumente relatada nos Estados Unidos, onde a obesidade é mais comum do que em outros países.

## História
A descoberta da síndrome de obesidade-hipoventilação é geralmente atribuída aos autores de um relatório de 1956 sobre um jogador de pôquer profissional que, depois de ganhar peso, tornou-se sonolento e fatigado e propenso a adormecer durante o dia, além de desenvolver edema nas pernas, sugerindo insuficiência cardíaca. Os autores cunharam a condição de "síndrome de Pickwick" em homenagem ao personagem Joe do livro The Posthumous Papers of the Pickwick Club (1837), de Charles Dickens, que era extremamente obeso e tinha a tendência de adormecer incontrolavelmente durante o dia. Esse relato, no entanto, foi precedido por outras descrições de hipoventilação na obesidade. Na década de 1960, foram feitas várias outras descobertas que levaram à distinção entre apneia obstrutiva do sono e hipoventilação do sono.
O termo "síndrome de Pickwick" caiu em desuso porque não distingue a síndrome de obesidade-hipoventilação e a apneia do sono como distúrbios separados (que podem coexistir).